# Келеев, Николай Трофимович
Николай Трофимович Келеев (21.04.1921, Марий Эл — 18.07.1957) — воздушный стрелок-радист 75-го гвардейского штурмового авиационного полка 1-я гвардейская штурмовая авиационная дивизия. На момент представления к награждению орденом Славы 1-й степени — гвардии сержант; впоследствии — младший лейтенант.

## Биография
Родился 21 апреля 1921 года в деревне Алеево, Советского района Республики Марий Эл,. Мари. Окончил школу-семилетку в селе Кужмара, выбрал профессию учителя. В 1941 году окончил Йошкар-Олинское педагогическое училище. После обучения вернулся в родную деревню, где начал работать в Кужмаринской школе учителем математики.
В апреле 1942 года был призван в Красную Армию Ронгинским райвоенкоматом и направлен в пехотное училище. Тяжелая военная обстановка, сложившаяся на южном участке фронта летом 1942 года, не позволила окончить учёбу. Курсантов училища без присвоения званий отправили на фронт. 20 августа 1943 года в бою на Сталинградском фронте красноармеец Келеев был тяжело ранен. Несколько месяцев провел на госпитальной койке, затем долечивался на родине. В это время некоторое время работал военруком в Кужмаринской школе.
После окончательного выздоровления в июле 1943 года, как имеющий хорошую общеобразовательную подготовку, был направлен в авиационную школу, где готовили стрелков-радистов для боевых самолётов.
В декабре 1943 года вернулся на фронт. С этого времени и до Победы воевал в составе 75-го гвардейского штурмового авиационного полка. В октябре 1944 года получил первую боевую награду — медаль «За отвагу»
К февралю 1945 года гвардии сержант Келеев произвел 37 успешных боевых вылетов. В сложной воздушной обстановке не терялся, всегда принимал правильное решение. 16 и 18 января в боевых вылетах в районе населенного пункта Бракуненен и Герелишки в воздушных боях из пулемёта отразил 3 атаки вражеских истребителей, обеспечив выполнение боевой задачи.
Приказом по частям 1-й гвардейской штурмовой дивизии 21 февраля 1945 года гвардии сержант Келеев Николай Трофимович награждён орденом Славы 3-й степени.
В феврале — марте 1945 года гвардии сержант Келеев участвовал в 24 боевых вылетах на бомбометание и штурмовку оборонительных рубежей противника, скоплений его войск, обеспечивая наступление пехоты. 22 и 25 февраля в воздушных боевых отбил 5 атак вражеских истребителей, обеспечив выполнение боевой задачи летчиком.
Приказом по войскам 1-й воздушной армии от 19 апреля 1945 года гвардии сержант Келеев Николай Трофимович награждён орденом Славы 2-й степени
К маю 1945 гвардии сержант Келеев в составе экипажа произвел 96 боевых вылетов на штурмовку и бомбометание техники и живой силы противника в качестве воздушного стрелка. В наградном листе, подписанном гвардии капитаном Брындасом отмечалось: «На боевые задания вылетает с большим желанием и выполняет их на „хорошо“ и „отлично“. В воздушных боях бесстрашный и мужественный воин. Не знает страха в боях с истребителями противника. Сам дисциплинированный как на земле, так и в воздухе. Примерный воздушный стрелок-сержант».
Указом Президиума Верховного Совета СССР от 15 мая 1946 года за отвагу и мужество, проявленные в боях немецкими захватчиками в Великой Отечественной войне гвардии сержант Келеев Николай Трофимович награждён орденом Славы 1-й степени. Стал полным кавалером ордена Славы.
В 1945 году был демобилизован.
Вернулся в родную деревню. Снова работал учителем математики в Кужмаринской 7-летней школе. Член ВКП/КПСС с 1949 года. В 1956—1957 годах — секретарь партийной организации колхоза им. С. М. Кирова. Жизнь ветерана войны трагически оборвалась 18 июля 1957 года. Похоронен на кладбище села Кужмара, в июне 2008 года на могиле установлен новый надгробный памятник.

## Награды
Младший лейтенант запаса. Награждён орденами Славы 1-й (), 2-й () и 3-й () степеней, медалями, в том числе «За отвагу».

## Память
- В селе Кужмары в мае 2002 года состоялось открытие мемориальной доски Н. Т. Келееву.
- Постановлением администрации Кужмаринского сельского поселения от 21 июля 2006 года одна из улиц стала носить имя кавалера ордена Славы.